# Judge Jules
Julius O'Riordan, dit Judge Jules, né le 26 octobre 1966 à Londres, est un disc jockey et producteur de musique électronique britannique.